# ناتسكي أوكاموتو
ناتسكي أوكاموتو (باليابانية: 岡本夏生؛ بالكانا: おかもと なつき) هي تارينتو ومتسابقة الملكة وممثلة يابانية، ولدت في 12 سبتمبر 1965 في شيزوكا في اليابان.

## وصلات خارجية
- الموقع الرسمي
- ناتسكي أوكاموتو على موقع IMDb (الإنجليزية)
- ناتسكي أوكاموتو على موقع ميوزك برينز (الإنجليزية)